# Patrick Fugit
Patrick Raymond Fugit (ur. 27 października 1982 w Salt Lake City) – amerykański aktor.

## Filmografia
- Atak morderczych mrówek (Legion of Fire: Killer Ants!, 1998) jako Scott Blount
- Stray Dog (1999) jako Ducan
- U progu sławy (Almost Famous, 2000) jako William Miller
- Spun (2002) jako Frisbee
- Biały oleander (White Oleander, 2002) jako Paul Trout
- Martwe ptaki (Dead Birds, 2004) jako Sam
- Wszyscy święci! (Saved!, 2004) jako Patrick
- Amatorski projekt (The Moguls, 2005) jako Emmett
- Skradziony notes (2006) jako Bickford Shmeckler
- Wristcutters: A Love Story (2006) jako Zia
- The Good Life (2007) jako Andrew
- Horsemen – jeźdźcy Apokalipsy (The Horsemen, 2009) jako Cory
- Outcast: Opętanie (Outcast, 2016) jako Kyle Barnes